# Schirrhein
Schirrhein (en alsacià Schirain) és un municipi francès, situat a la regió del Gran Est, al departament del Baix Rin. L'any 1999 tenia 2.027 habitants. Limita amb Drusenheim, Oberhoffen-sur-Moder, Schirrhoffen, Soufflenheim i Haguenau.
Forma part del cantó de Bischwiller, del districte de Haguenau-Wissembourg i de la Comunitat d'aglomeració de Haguenau.

## Demografia
| 1962  | 1968  | 1975  | 1982  | 1990  | 1999  |
| ----- | ----- | ----- | ----- | ----- | ----- |
| 1.763 | 1.882 | 1.987 | 1.921 | 1.850 | 2.027 |

## Administració
| Període   | Identitat          | Partit | Qualitat |  |
| --------- | ------------------ | ------ | -------- |  |
| 1959-1995 | René Bitz          |        |          |  |
| 2001-2008 | Jean-Claude Gasser |        |          |  |
| 2008-     | André Wilhelm      |        |          |  |

## Personatges il·lustres
- Oscar Heisserer, futbolista.